# Taras Borodajkewycz
Taras von Borodajkewycz (1er octobre 1902 Baden bei Wien – 3 janvier 1984 Vienne), fut un membre du parti nazi à partir de 1934, et après la Seconde Guerre mondiale un professeur d'histoire économique à l'université de Vienne. Professeur il n'a jamais renié ses convictions nazies. Lors de ses cours il a tenu des propos en faveur du fascisme et antisémites, propos qui suscitèrent des manifestations étudiantes au cours des années 1960. Lors d'une celle-ci, en mars 1965 Ernst Kirchweger, ancien déporté et militant anti-fasciste fut agressé par un contre-manifestant d'extrême-droite et mourut des suites de ses blessures. Borodajkewycz fut ensuite contraint de prendre une retraite anticipée, avec maintien de son salaire.